# Stadion Jurija Gagarina w Warnie
Stadion Jurija Gagarina (bułg. Стадион Юрий Гагарин) – nieistniejący już wielofunkcyjny stadion w Warnie, w Bułgarii. Został otwarty w 1950 roku. Mógł pomieścić 35 000 widzów. Swoje spotkania w przeszłości rozgrywali na nim piłkarze klubu Czerno More Warna, w latach 1965–1989 siedem oficjalnych spotkań rozegrała na nim również piłkarska reprezentacja Bułgarii. W 2007 roku stadion (wówczas już od dłuższego czasu opuszczony) został rozebrany, by w jego miejscu wybudować nowy, typowo piłkarski stadion, jednak jego budowa została znacznie opóźniona i ruszyła dopiero w roku 2015.